# ترو تایپاله
ترو تایپاله (فنلاندی: Tero Taipale؛ زادهٔ ۱۴ دسامبر ۱۹۷۲) بازیکن فوتبال اهل فنلاند بود.
از باشگاه‌هایی که در آن بازی کرده‌است می‌توان به باشگاه فوتبال رووانیمی پالوسئورا، باشگاه فوتبال کوپیون پالوسئورا، باشگاه فوتبال میپا، و باشگاه فوتبال واسان پالوسئورا اشاره کرد.
وی همچنین در تیم ملی فوتبال فنلاند بازی کرده‌است.